# Pasquale Sarullo

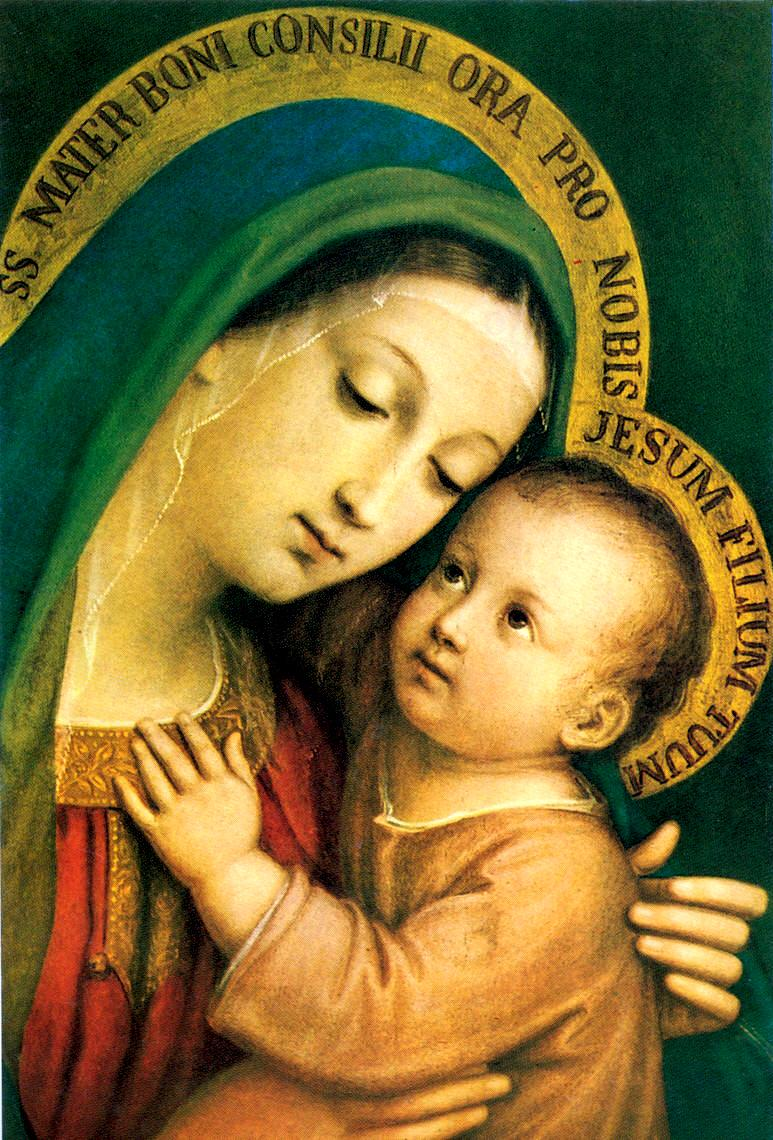
Madre del Buon Consiglio di Pasquale Sarullo, già nella sala capitolare del Sacro Convento di Assisi da cui fu trafugata alla fine del XX secolo

Pasquale Sarullo (Ciminna, 6 aprile 1828 – Palermo, 22 aprile 1893) è stato un francescano, presbitero e pittore italiano.

## Biografia
Figlio di Giuseppe Sarullo e Anna Miceli, entrò appena sedicenne nei frati minori conventuali. Dopo gli studi visse quasi sempre a Palermo dove si dedicò con successo alla predicazione attirandosi la benevolenza di quanti lo conobbero.
Amò la pittura la cui tecnica studiò con Patania, Giuseppe Meli e Lo Forte, e «avendo donato al re Ferdinando un quadretto della Vergine col bambino ne ottenne in premio una pensione annua di onze 48 per proseguire i suoi studi, come poi fece stando a Napoli, due anni e mezzo a Roma e sei mesi in altre città».
Morì a Palermo il 22 aprile 1893 dove nella chiesa di San Francesco ebbe solenni esequie per poi essere sepolto nel cimitero di Rotoli.
Dopo alcuni mesi dalla sua morte nella stessa chiesa di S. Francesco fu collocato un monumento per la cui inaugurazione Angelo Colantoni, «dei Riformati di S. Francesco», tenne la commemorazione

## Opere

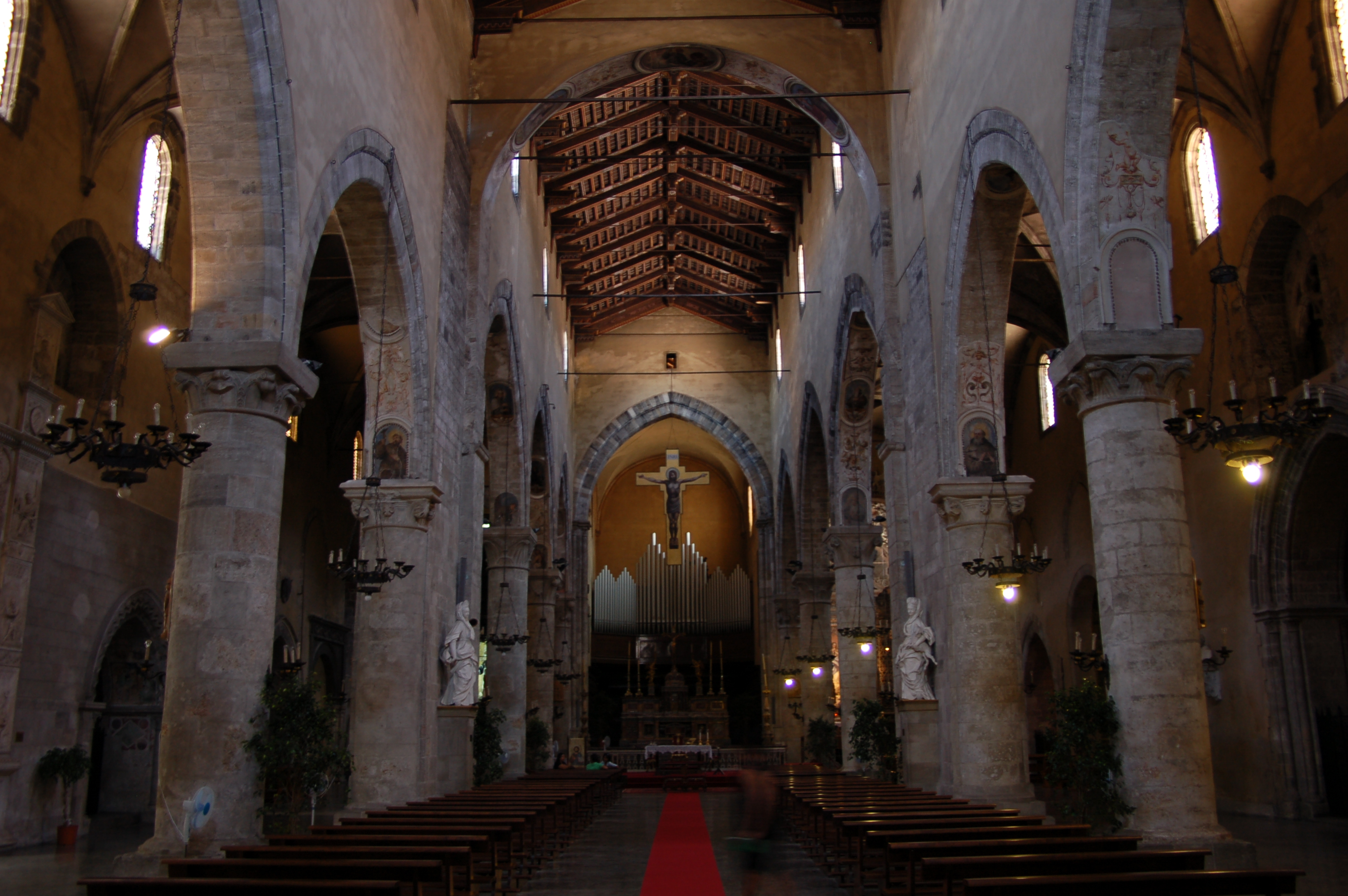
Interno della chiesa di San Francesco di Palermo

Fu apprezzato ritrattista, ma la sua maggiore produzione si ebbe nella pittura sacra di cui lasciò diversi lavori. Vito Graziano nel suo Ciminna. Memorie e documenti ne fa un dettagliato elenco: «In Palermo sono degni di menzione un quadro della Porziuncula, esistente nella cappella di Terziari in S. Francesco, un quadro del Cuore di Gesù nella detta chiesa, un quadro di S. Caterina da Siena a S. Chiara e un altro quadro del Cuore di Gesù con a destra l'anima in grazia e a sinistra il peccatore pentito a S. Antonio Abbate.
Nei paesi di Sicilia si notano: in Ciminna due dipinti nelle parti laterali della cappella dell'Immacolata nella chiesa di S. Francesco, uno raffigurante promessa del Riparatore divino a mezzo di Maria e l'altro la solenne proclamazione dell'Immacolato Concepimento, un S. Alfonso dei Liguori, un S. Giovanni Evangelista e una S. Maria Maddalena nella detta chiesa, un quadro dell'Immacolata Concezione alla Matrice e un quadro dell'Addolorata a S. Giovanni; in Monte S. Giuliano un quadro del Crocifisso che nell'esposizione palermitana del 1865, al Palazzo Comitini, la medaglia d'argento; in Caccamo la Madonna di Spoleto; in Mezzoiuso il quadrone dell'Annunziata nella Matrice latina; in Terranova la Natività di nostro Signore; in Montevago tre grandi quadri, cioè Le Stimmate di S. Francesco, S. Antonio di Padova e S. Francesco di Paola; in Castrogiovanni i quadri del Cuore di Gesù e di Maria, e nel Santuario di Gibilmanna presso Cefalù l'apparizione di S. Michele Arcangelo.
In Italia si ammira di lui un gran quadro di S. Francesco nell'atto di ricevere le Stimmate, nella chiesa dei Minori Conventuali di Foligno. All'estero un gran quadro dell'Addolorata col Cristo morto a Boniuk-dore in Turchia; un altro quadro di S. Francesco con S. Elisabetta e S. Ludovico di Francia in Costantinopoli; un gran quadro della Predicazione del Battista nel deserto, un S. Giuseppe col bambino in braccio e un quadro dell'Immacolata in Rumenia; un S. Francesco che riceve dalla Vergine col bambino in braccio l'indulgenza della Porziuncola, un altro di S. Bonaventura Dottore e Cardinale di S. Chiesa e un S. Francesco D'Assisi che riceve le Stimmate, in Friburgo nella Svizzera. Oltre alle pitture suddette vi sono la Natività della Madonna, un S. Giuseppe premiato in Bologna e soprattutto la Madonna del Carmelo con S. Girolamo e S. Antonio da Padova».
A lui si devono poi i lavori in affresco della chiesa di S. Francesco di Palermo di cui fu per tanti anni rettore. Nella volta principale dipinse le grandi figure di Santa Rosalia, San Francesco, San Bonaventura, il dogma dell'Immacolata Concezione di Maria «e un mirabile gruppo di angeli di mossa raffaellesca, nei quali il misticismo e la disposizione soave e armoniosa dei colori attraggono sì l'occhio che riguarda, di tanta dolcezza l'inondano, che a disagio se ne ritrae, per fissarsi ad altri soggetti». Nelle pareti laterali della navata maggiore raffigurò la nascita e la morte di San Francesco e altri quattordici figure di santi, e nella cappella della Madonna di Pompei due piccoli gruppi di angeli, «primissimo tentativo del Sarullo nell'arte speciale degli affreschi».
- XIX secolo, Madonna con Gesù e San Giovanni, olio su tela, opera custodita nella Cappella Carolina di Palazzo dei Normanni di Palermo.